# Église de la Sainte-Trinité (Karakol)
Pour les articles homonymes, voir Église de la Sainte-Trinité.
L'église de la Sainte-Trinité est une église orthodoxe de Karakol, au Kirghizistan.